# シンク・タンク (パット・マルティーノのアルバム)
『シンク・タンク』（Think Tank）は、アメリカ合衆国のジャズ・ギタリスト、パット・マルティーノが2003年に録音・発表したスタジオ・アルバム。

## 背景
マルティーノ自身は「ジョン・コルトレーンから大きな影響を受けた音楽性で、実際、個人的なトリビュートと言ってもいい」と説明しており、タイトル曲はエオリアン・モードで作曲された。本作でサイドマンを務めたジョー・ロヴァーノは、当時マルティーノと同じくブルーノート・レコードと専属契約していた。

## 評価
第46回グラミー賞では、本作が最優秀ジャズ・インストゥルメンタル・アルバム賞にノミネートされ、収録曲「アフリカ」が最優秀ジャズ・インストゥルメンタル・ソロ賞にノミネートされた。
Matt Collarはオールミュージックにおいて5点満点中4点を付け「参加したプレイヤー達は、瞑想的であり爆発的でもある即興のアイディアによって、思慮深くも激しい演奏を共に行っている」と評している。Victor L. SchermerはAll About Jazzのレビューで5点満点中4.5点を付け「ジャズ史におけるランドマークとまでは行かないにせよ、ジャズという音楽が、演奏面でいかに芸術的な水準を高めていけるかを十分に証明してみせたことは確かである」と評している。また、John Fordhamは『ガーディアン』紙のレビューで5点満点中4点を付け「彼が脳動脈瘤でギターの弾き方を忘れ活動停止していたのを乗り越え、ギター奏法を一から再学習して驚くべき復活を果たしてからの作品としては、恐らく特に優れた作品である」と評している。

## 収録曲
特記なき楽曲はパット・マルティーノ作。
1. ザ・フィニアス・トレーン - "The Phineas Trane" (Harold Mabern) - 6:40
2. シンク・タンク - "Think Tank" - 12:09
3. ダズン・ダウン - "Dozen Down" - 7:56
4. サン・オン・マイ・ハンズ - "Sun on My Hands" (Jim Ridl) - 9:19
5. アフリカ - "Africa" (John Coltrane) - 11:44
6. クアテッセンス - "Quatessence" - 9:59
7. ビフォー・ユー・アスク - "Before You Ask" - 6:53
8. アースリングス - "Earthlings" (Joe Ford) - 5:33

## 参加ミュージシャン
- パット・マルティーノ - ギター
- ジョー・ロヴァーノ - テナー・サクソフォーン
- ゴンサロ・ルバルカバ - ピアノ
- クリスチャン・マクブライド - ベース
- ルイス・ナッシュ - ドラムス